# Elecciones generales de Puerto Rico de 2016
Las elecciones generales de Puerto Rico de 2016 se llevaron a cabo el martes 8 de noviembre de 2016. Se eligieron el Gobernador de Puerto Rico, el comisionado residente, 27 senadores, 51 representantes, alcaldes de los 78 municipios y legisladores municipales para el periodo 2017-2021.
Ricardo Rosselló del Partido Nuevo Progresista fue elegido como gobernador y su compañera de papeleta Jenniffer González fue elegida comisionada residente. El PNP, además, logró recuperar la mayoría en ambas cámaras de la Asamblea Legislativa que había perdido en las pasadas elecciones. A pesar de esto, la cantidad de votos recibida por los dos partidos dominantes fue sustancialmente menor a la de 2012 y por primera vez en la historia de Puerto Rico dos candidatos independientes lograron amasar una cantidad de votos considerable.

## Contexto
Las elecciones del 2016 se caracterizan por ser las decimoséptimas (17.as) realizadas luego del establecimiento de la Constitución de Puerto Rico de 1952, la cual se caracteriza por la institucionalización del Senado de Puerto Rico con 27 miembros y la Cámara de Representantes de Puerto Rico de 51 miembros, además del sistema de acumulación en la elección de los parlamentarios y de representación a minorías.

## Candidatos a gobernador

### Candidatos oficiales
| Partido | Partido                                | Precandidatos | Precandidatos             | Cargos ocupados                                                 |
| ------- | -------------------------------------- | ------------- | ------------------------- | --------------------------------------------------------------- |
|         | Partido Popular Democrático            |               | David Bernier             | Secretario de Estado (2013-2015) Presidente del PPD (2016-2017) |
|         | Partido Nuevo Progresista              |               | Ricardo Rosselló          | Presidente del PNP (2016-2019)                                  |
|         | Partido Independentista Puertorriqueño |               | María de Lourdes Santiago | Senadora (2005-2009, 2013-2017)                                 |
|         | Partido del Pueblo Trabajador          |               | Rafael Bernabe Riefkohl   | Historiador y candidato a gobernador en 2012                    |
|         | Independiente                          |               | Alexandra Lúgaro          | Abogada                                                         |
|         | Independiente                          | Manuel Cidre  | Empresario                |                                                                 |

### Candidatos eliminados en primarias
- Pedro Pierluisi Urrutia (PNP), Comisionado residente (2009-2017)

## Candidatos a comisionado residente

### Candidatos oficiales
| Partido | Partido                                | Precandidatos | Precandidatos             | Cargos ocupados                                                                 |
| ------- | -------------------------------------- | ------------- | ------------------------- | ------------------------------------------------------------------------------- |
|         | Partido Nuevo Progresista              |               | Jenniffer González        | Presidenta de la Cámara de Representantes (2009-2013) Representante (2002-2017) |
|         | Partido Popular Democrático            |               | Héctor Ferrer Ríos        | Presidente del PPD (2008-2011, 2017-2018) Representante (2001-2012)             |
|         | Partido Independentista Puertorriqueño |               | Hugo Rodríguez Díaz       | Abogado                                                                         |
|         | Partido del Pueblo Trabajador          |               | Mariana Nogales Molinelli | Abogada                                                                         |

### Candidatos eliminados en primarias
- Carlos Pesquera (PNP), Presidente del PNP (1999-2000, 2001-2003), Secretario de Transportación y Obras Públicas (1993-1999),  candidato a gobernador en las elecciones de 2000
- Ángel Rosa (PPD), Senador (2013-2017)

## Resultados

### Gobernador
|  | 41.80 % |

|  | 38.87 % |

|  | 11.13 % |

|  | 5.73 % |

|  | 2.13 % |

|  | 0.34 % |

### Comisionado residente
|  | 48.80 % |

|  | 47.21 % |

|  | 2.70 % |

|  | 1.29 % |

### Senado
|  | 50.4 % |

|  | 45.3 % |

|  | 42.4 % |

|  | 34.3 % |

|  | 5.3 % |

|  | 8.9 % |

|  | 1.9 % |

|  | 0.7 % |

|  | 0 % |

|  | 10.8 % |

|  | 100 % |

|  | 100 % |

### Cámara de Representantes
|  | 50.3 % |

|  | 48.6 % |

|  | 43.2 % |

|  | 41.7 % |

|  | 4.8 % |

|  | 8.3 % |

|  | 1.5 % |

|  | 1.3 % |

|  | 0.2 % |

|  | 0 % |

|  | 100 % |

|  | 100 % |

### Alcaldías
| PPD                                    | PNP | PIP | PPT | Total |
| 45                                     | 33  | 0   | 0   | 78    |
| Fuente: Comisión Estatal de Elecciones |     |     |     |       |

A pesar de peder el control de la gobernación, el Senado y la Cámara de Representantes, el PPD logró obtener una mayoría de las alcaldías.